# DMX-512
DMX512 (англ. Digital Multiplex) — стандарт, описывающий метод цифровой передачи данных между контроллерами и световым оборудованием, а также дополнительным оборудованием.
Он описывает электрические характеристики, формат данных, протокол обмена данными и способ подключения. Этот стандарт предназначен для организации взаимодействия на коммуникационном и механическом уровнях между контроллерами и оконечными устройствами, произведёнными разными производителями. Версии 1986 и 1990 также описывают требования к кабелям и способам их прокладки в помещении.
Обозначение «DMX512» есть сокращение от англ. Digital Multiplex с 512 индивидуальными информационными каналами.

## Описание
Протокол передачи данных DMX512 был разработан комитетом USITT в 1986 году, как средство управления интеллектуальными световыми приборами с различных консолей через единый интерфейс, позволяя объединять различные устройства управления (пульты и т. д.) с всевозможными оконечными устройствами (диммерами, прожекторами, стробоскопами, дымовыми машинами и тд.) от разных производителей.
Он создан на основе стандартного промышленного интерфейса EIA/TIA-485 (известного как RS-485), который используется для компьютерного управления промышленными контроллерами, роботами и автоматизированными станками. Для передачи данных используется кабель с всего двумя проводами в общем экране с пятиконтактным разъёмом XLR. Хотя спецификацией интерфейса предусмотрено использование пятиконтактного разъема, это избыточно и большая часть совместимого оборудования использует трехконтактный разъем. Практическое удобство пятиконтактного XLR заключается в невозможности случайно подать сигнал DMX на вход звукоусиливающей аппаратуры (стандартная чувствительность которой около 1 V, DMX-сигнал может сжечь входные каскады усилителя/звукового пульта). Для перехода с одного типа разъема на другой, используются переходники, имеющиеся в арсенале любого светотехника.
Стандарт DMX512 позволяет управлять по одной линии связи одновременно 512 каналами, (не путать каналы с приборами, один прибор может использовать иногда несколько десятков каналов). Несколько (обычно чётное число) работающих одновременно аппаратов, поддерживающих DMX512, позволяют создавать световые картины и элементы оформления самой различной сложности, как внутри помещений, так и снаружи.
По одному каналу передаётся один параметр прибора, например в какой цвет окрасить луч, какой рисунок (гоботрафарет) выбрать, или на какой угол повернуть зеркало по горизонтали в данный момент, то есть куда будет попадать луч. Каждый прибор имеет определённое количество управляемых дистанционно параметров и занимает соответствующее количество каналов в пространстве DMX512.
Протокол DMX512 имеет ряд преимуществ и недостатков, но он получил большое распространение и сейчас де-факто является основным стандартом для большинства светотехнических систем. Он отличается простотой, привлекательной для производителей устройств, поддерживающих этот стандарт, и универсальностью при его использовании, что положительно оценивается конечным пользователем.
До появления единого цифрового протокола управление проводилось по отдельным проводам с управляющим напряжением, идущим к каждому устройству, или с помощью разнообразных цифровых и мультиплексированных аналоговых связей.
Например, широкое распространение получил аналоговый интерфейс «0-10 вольт», по которому к каждому устройству протягивался один кабель. Система успешно использовалась при небольшом количестве приборов, но при увеличении их числа оказывалась слишком громоздкой и неудобной, как в построении, так и в управлении и устранении неисправностей. Эта и другие аналоговые системы были громоздкими, дорогостоящими и не имели единого стандарта. Они требовали специальные адаптеры, а также усилители и инверторы напряжения, для того, чтобы подключать диммеры одного производителя к управляющим консолям другого.
Цифровые системы также не отличались универсальностью, они были несовместимы между собой, и зачастую используемые интерфейсы скрывались разработчиками. Все это было явной проблемой для пользователей таких систем, поскольку они, выбирая одну систему, были скованы выбором всего оборудования у того же производителя в соответствии с тем же стандартом